# O ato conjugal
O ato conjugal (em inglês:  The Act of Marriage: The Beauty of Sexual Love) é um livro de sexualidade escrito pelo pastor batista Tim LaHaye e sua esposa Beverly LaHaye, publicado em 1976, que explica o  satisfação sexual para casais cristãos.

## Resumo
O livro discute o  satisfação sexual em casamento cristão. É baseado em vários livros da Bíblia, incluindo o Cântico dos Cânticos. Ele contém seções específicas para homens e mulheres, conselhos gerais e perguntas e respostas. Ele discute  controle de natalidade e conceitos de sexologia. 

## Recepção
Em 2016, 2,5 milhões de cópias do livro foram vendidas. 